# Cho Seung-Hui
Seung-Hui Cho (18. januar 1984 – 16. april 2007) var en sydkoreansk massemorder, der skød og dræbte 32 personer samt sårede yderligere 29 personer i "massakren på Virginia Tech", som sluttede, da Cho begik selvmord.

## Biografi
Seung-Hui Cho var født i Seoul i Sydkorea i et fattigt miljø, og familien immigrerede til USA i september 1992, hvor den først slog sig ned i Detroit, men senere flyttede til Centreville i Virginia. Cho gennemførte high school og tog sin eksamen i 2003, hvorefter han blev optaget på Virginia Tech med engelsk som fag. 
Efter massakren har der været adskillige udtalelser om Chos mentale tilstand. Det er blevet hævdet, at han havde autistiske træk. Han var meget sky og tilbageholdende med at tale i skolen, og på Virginia Tech har en lærer berettet om ubehagelige og voldelige skriverier fra ham. Da han generede kvindelige studerende, forsøgte læreren at få ham fjernet fra klassen, hvilket viste sig umuligt. En anden lærer blev derpå personlig tutor for Cho, og hun har beskrevet ham som intelligent, men meget ensom og usikker.

## Massakren
Cho havde tidligere i 2007 købt to halvautomatiske våben, som han om morgenen den 16. april først brugte til at skyde to studerende på et kollegium. Herefter vendte han tilbage til sit eget værelse og gjorde klar til resten af massakren med at sende materiale, herunder videoptagelser af sig selv, til tv-stationen NBC, lige som han lagde to selvskrevne teaterstykker ud på nettet. Et par timer senere begav han sig til en undervisningsbygning på universitetet, hvor han koldblodigt skød de øvrige ofre. Da politiet var tæt på at få fat på ham, begik han selvmord med en af pistolerne.